# El Topo Grand Hotel
El topo grand hotel è l'ottavo album in studio dei Timoria, pubblicato nel 2001.

## Descrizione
È un concept-album, forma già sperimentata dal gruppo con Viaggio senza vento e 2020 SpeedBall, ispirato al film del 1970 El Topo (in italiano La Talpa) del regista/poeta cileno Alejandro Jodorowsky. Si tratta del maggiore successo commerciale della band.  Disco D'oro.
Il brano Mork era una traccia scartata dall'album Eta Beta.

## Tracce
Testi e musiche Omar Pedrini, eccetto dove indicato.
1. Sole spento - 4:17
2. Cielo immenso - 4:00
3. Mandami un messaggio - 3:06
4. Vincent Gallo Blues - 5:09
5. Joe (part 2) - 4:35
6. Supermarket (Pedrini, Ghedi) - 2:55
7. Neve (Il capostazione) - 2:17
8. 1971 (Live in Amsterdam) - 3:55
9. Magico (Pellegrini, Pedrini) - 3:19
10. Ferlinghetti Blues (Galeri, Ghedi) - 2:38
11. Sunday - 3:19
12. Valentine (Pellegrini, Pedrini) - 1:58
13. Febbre - 3:57
14. Strumenticomexico (Pedrini, Perrini) - 0:41
15. Mexico (Pedrini, Torrisi, Ghedi, Aleotti) - 4:26
16. El Topo Grand Hotel (Pedrini, Galeri) - 5:09
17. Mork (Galeri, Ghedi, Pedrini) - 6:38
18. Alba fragile (Pellegrini) - 4:22
19. Cielo immenso 2 - 4:21

## Formazione
- Davide "Sasha" Torrisi – voce, seconda chitarra
- Omar Pedrini – chitarra, voce e cori
- Carlo Alberto 'Illorca' Pellegrini – basso, cori e voce in Cielo Immenso, Valentine, Alba Fragile e Cielo Immenso 2
- Enrico Ghedi – tastiere, voce in Supermarket, Mexico, El topo grand hotel e Mork
- Diego Galeri – batteria e cori
- Pippo Ummarino – percussioni

### Altri musicisti
- J-Ax – voce in Mexico
- DJ Jad – scratch in Mexico
- Lucia Tarì – voce femminile in Sole spento e Cielo immenso
- Eddie Henderson – tromba in Joe e Ferlinghetti Blues
- Lawrence Ferlinghetti – voce e parole in Ferlinghetti Blues
- James Thompson – sassofono in Joe e flauti in Cielo immenso
- David Fiuczynski – chitarra in Mork
- Leon Mobley – percussioni in Mork
- Elena Skoko – voce femminile in Sunday

## Classifiche
| Classifica (2001) | Posizione massima |
| ----------------- | ----------------- |
| Italia            | 21                |